# Grand Prix automobile d'Allemagne 1935
Le Grand Prix d'Allemagne 1935 est un Grand Prix comptant pour le Championnat d'Europe des pilotes, qui s'est tenu sur le Nürburgring le 28 juillet 1935.

## Grille de départ
| 1re ligne | Pos. 1                |                               | Pos. 2                   |                     | Pos. 3             |
| --------- | --------------------- | ----------------------------- | ------------------------ | ------------------- | ------------------ |
|           | Balestrero Alfa Romeo |                               | Nuvolari Alfa Romeo      |                     | Stuck Auto Union   |
| 2e ligne  |                       | Pos. 4                        |                          | Pos. 5              |                    |
|           |                       | Von Brauchitsch Mercedes-Benz |                          | Zehender Maserati   |                    |
| 3e ligne  | Pos. 6                |                               | Pos. 7                   |                     | Pos. 8             |
|           | Chiron Alfa Romeo     |                               | Caracciola Mercedes-Benz |                     | Étancelin Maserati |
| 4e ligne  |                       | Pos. 9                        |                          | Pos. 10             |                    |
|           |                       | Mays ERA                      |                          | Rüesch Maserati     |                    |
| 5e ligne  | Pos. 11               |                               | Pos. 12                  |                     | Pos. 13            |
|           | Fagioli Mercedes-Benz |                               | Rosemeyer Auto Union     |                     | Varzi Auto Union   |
| 6e ligne  |                       | Pos. 14                       |                          | Pos. 15             |                    |
|           |                       | Pietsch Auto Union            |                          | Hartmann Maserati   |                    |
| 7e ligne  | Pos. 16               |                               | Pos. 17                  |                     | Pos. 18            |
|           | Taruffi Bugatti       |                               | Lang Mercedes-Benz       |                     | Ghersi Maserati    |
| 8e ligne  |                       | Pos. 19                       |                          | Pos. 20             |                    |
|           |                       | Brivio Alfa Romeo             |                          | Geier Mercedes-Benz |                    |

## Déroulement de la course
Le départ est donné sur une piste humide, la pluie ayant cessé peu avant le départ. La plupart des pilotes vont devoir effectuer un arrêt ravitaillement vers la mi-course. Malgré le temps maussade, 220 000 spectateurs sont présents.

### Classements intermédiaires
Classements intermédiaires des monoplaces aux premier, deuxième, troisième, cinquième, septième, huitième, dixième, onzième, douzième, quinzième et dix-neuvième tours.

### Classement de la course
| Pos  | no | Pilote                  | Écurie                      | Châssis            | Tours | Temps/Abandon       | Grille | Points |
| ---- | -- | ----------------------- | --------------------------- | ------------------ | ----- | ------------------- | ------ | ------ |
| 1    | 12 | Tazio Nuvolari          | Scuderia Ferrari            | Alfa Romeo Tipo B  | 22    | 4 h 8 min 4 s 1     | 2      | 1      |
| 2    | 1  | Hans Stuck              | Auto Union AG               | Auto Union Type B  | 22    | + 2 min 14 s 3      | 3      | 2      |
| 3    | 5  | Rudolf Caracciola       | Daimler-Benz AG             | Mercedes-Benz W25B | 22    | + 3 min 9 s 0       | 7      | 3      |
| 4    | 3  | Bernd Rosemeyer         | Auto Union AG               | Auto Union Type B  | 22    | + 4 min 46 s 9      | 12     | 4      |
| 5    | 7  | Manfred von Brauchitsch | Daimler-Benz AG             | Mercedes-Benz W25B | 22    | + 6 min 13 s 3      | 4      | 4      |
| 6    | 6  | Luigi Fagioli           | Daimler-Benz AG             | Mercedes-Benz W25B | 22    | + 7 min 54 s 2      | 11     | 4      |
| 7    | 8  | Hanns Geier             | Daimler-Benz AG             | Mercedes-Benz W25A | 21    | + 1 tour            | 20     | 4      |
| 8    | 2  | Achille Varzi           | Auto Union AG               | Auto Union Type B  | 21    | + 1 tour            | 13     | 4      |
| 9    | 4  | Paul Pietsch            | Auto Union AG               | Auto Union Type B  | 20    | + 2 tours           | 14     | 4      |
| 10   | 21 | Hans Rüesch             | Privé                       | Maserati 8CM       | 20    | + 2 tours           | 10     | 4      |
| 11   | 16 | Goffredo Zehender       | Scuderia Subalpina          | Maserati 6C-34     | 19    | + 3 tours           | 5      | 4      |
| 12   | 22 | Pietro Ghersi           | Scuderia Subalpina          | Maserati 8CM       | 19    | + 3 tours           | 18     | 4      |
| Abd. | 17 | Philippe Étancelin      | Scuderia Subalpina          | Maserati 6C-34     | 18    | Moteur              | 8      | 4      |
| Abd. | 9  | Hermann Lang            | Daimler-Benz AG             | Mercedes-Benz W25A | 15    | Moteur              | 17     | 5      |
| Abd. | 10 | Raymond Mays            | H. W. Cook                  | ERA B              | 11    | Pression d'huile    | 9      | 5      |
| Abd. | 10 | Ernst von Delius        | H. W. Cook                  | ERA B              | 11    | Pression d'huile    | 9      | n/a    |
| Abd. | 20 | László Hartmann         | Privé                       | Maserati 8CM       | 9     | Allumage            | 15     | 6      |
| Abd. | 14 | Louis Chiron            | Scuderia Ferrari            | Alfa Romeo Tipo B  | 5     | Différentiel        | 6      | 7      |
| Abd. | 23 | Piero Taruffi           | Automobile E. Bugatti       | Bugatti T59        | 3     | Accident            | 16     | 7      |
| Abd. | 15 | Antonio Brivio          | Scuderia Ferrari            | Alfa Romeo Tipo B  | 1     | Différentiel        | 19     | 7      |
| Abd. | 11 | Renato Balestrero       | Gruppo Genevose San Giorgio | Alfa Romeo Tipo B  | 0     | Accident            | 1      | 7      |
| Np.  | 15 | René Dreyfus            | Scuderia Ferrari            | Alfa Romeo Tipo B  |       |                     |        | 8      |
| Np.  | 19 | Ernst von Delius        | H. W. Cook                  | ERA B              |       | Accident aux essais |        | 8      |
| Np.  | 22 | Luigi Soffietti         | Privé                       | Maserati 8CM       |       |                     |        | 8      |

- Légende: Abd.=Abandon ; Np.=Non partant.

### Pole position et record du tour
- Pole position :  Renato Balestrero (Alfa Romeo) attribuée par tirage au sort. Le meilleur temps des essais a été effectué par Bernd Rosemeyer en 10 min 32 s[4].
- Meilleur tour en course :  Manfred von Brauchitsch (Mercedes-Benz) en 10 min 32 s au treizième tour.

### Tours en tête
- Rudolf Caracciola : 9 tours (1-9)
- Tazio Nuvolari : 3 tours (10-11 / 22)
- Luigi Fagioli : 1 tour (12)
- Manfred von Brauchitsch : 9 tours (13-21)